# 短尾獴
短尾獴（学名：Urva brachyurus） 是生活在东南亚雨林的一种獴。

## 描述
短尾獴体色为红褐或黑色，四肢黑色，头部略灰，下巴有一小块无毛。一般体长60-65厘米（其中尾长约25厘米），体重约1.4公斤。

## 分布及栖息地
短尾獴生活在马来西亚、文莱、苏门答腊以及菲律宾的一些岛屿上，主要居住于河畔或其它近水地带。

## 亚种
- H. b. brachyurus
- H. b. hosei （一些观点认为应为独立物种，豪氏獴（英语：Hose's mongoose） Herpestes hosei）[2]
- H. b. javanensis
- H. b. palawanus
- H. b. parvus